# اوسیما

موقعیت اوسیما در فنلاند

اوسیما یکی از منطقه‌های فنلاند است که هم‌مرز با منطقه‌های فنلاند اصلی، تاواستیای اصلی، پی‌ینه تاواستیا و کیمنلاکسو است. پایتخت فنلاند، هلسینکی و دومین شهر بزرگ آن اسپو در این منطقه قرار دارند که به همین دلیل این منطقه با اختلاف زیاد پر جمعیت‌ترین منطقه فنلاند محسوب می‌شود.